# 上野間村
上野間村（かみのまむら）は、愛知県知多郡にかつて存在した村。
現在の美浜町北西部（上野間など）に該当する。

## 歴史
- 1878年（明治11年）12月28日 - 上野間村と坂井村が合併し、稲早村となる。
- 1881年（明治14年） - 稲早村が分立し、上野間村と坂井村となる。
- 1889年（明治22年）10月1日 - 町村制により上野間村が発足。
- 1906年（明治39年）7月1日 - 小鈴谷村、大谷村、坂井村と合併し、小鈴谷村となる。同日上野間村は廃止。
- 1957年（昭和32年）3月31日 - 小鈴谷町が分割され、旧・上野間村の地域は美浜町に編入される。

## 教育
- 上野間尋常小学校（現・美浜町立上野間小学校）